# Pseudohydromys sandrae
Pseudohydromys sandrae es una especie de ratón perteneciente a la familia Muridae que es endémica de Papúa Nueva Guinea. Fue descrito por primera vez en 2009.

## Distribución y hábitat
El espécimen tipo fue un macho adulto encontrado entre 800 y 850 m, en la Provincia de las Tierras Altas del Sur de Papúa Nueva Guinea.